# Барж (Кот-д’Ор)
Барж (фр. Barges) — коммуна во Франции, находится в регионе Бургундия. Департамент коммуны — Кот-д’Ор. Входит в состав кантона Жевре-Шамбертен. Округ коммуны — Дижон.
Код INSEE коммуны — 21048.

## Население
Население коммуны на 2010 год составляло 461 человек.
| 1962 | 1968 | 1975 | 1982 | 1990 | 1999 | 2010 |
| ---- | ---- | ---- | ---- | ---- | ---- | ---- |
| 132  | 143  | 179  | 315  | 349  | 336  | 461  |

## Экономика
В 2010 году среди 304 человек трудоспособного возраста (15—64 лет) 239 были экономически активными, 65 — неактивными (показатель активности — 78,6 %, в 1999 году было 70,2 %). Из 239 активных жителей работали 234 человека (118 мужчин и 116 женщин), безработных было 5 (3 мужчин и 2 женщины). Среди 65 неактивных 12 человек были учениками или студентами, 41 — пенсионерами, 12 были неактивными по другим причинам.